# 中国銀行大楼 (上海)

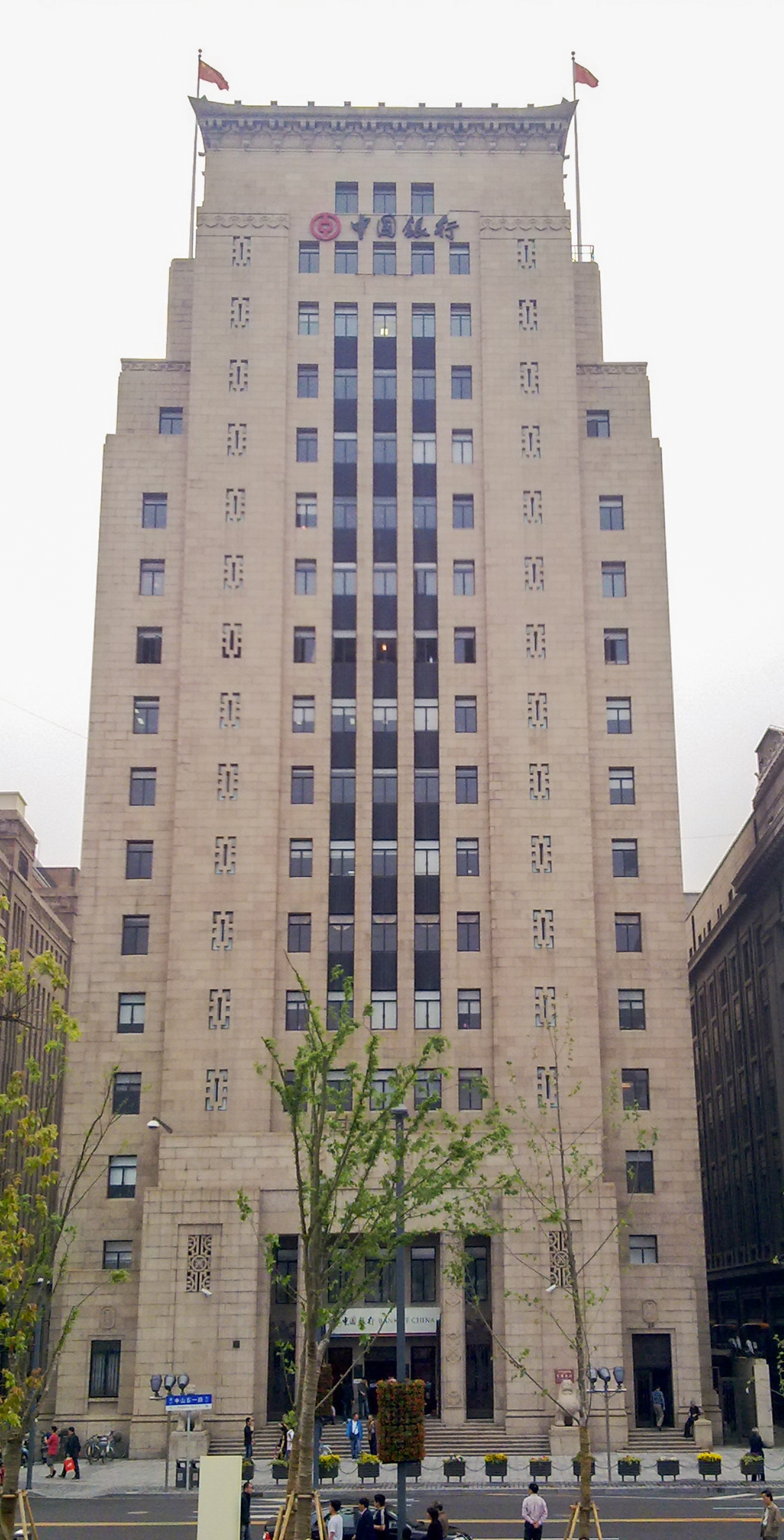
中国銀行ビル

中国銀行大楼（ちゅうごくぎんこうたいろう）は上海外灘に位置する建物。旧地番から外灘23号とも呼ばれる。

## 歴史
1930年、中国銀行は円明園路と仁済路に土地を買った。この土地は元々ドイツクラブのビルであり、第一次大戦でドイツが敗北して以来、そのビルが使われていた。
中国銀行は上海支店を50万元をかけて設置し、この残りでビルを建築することにした。1934年の4月には理事会は業務管理と主要オフィスとして、また、上海支店としてに18階建てのビルを建設することを決定した。建築のために見込まれた費用は600万元だった。
もともとのデザインでは、ビルは34階建てで、極東最大のビルとなる予定であった。実際に、建築の基礎は34階建てのビルを建てるのに十分に強かった。しかし、ヴィクター・サッスーンは「私のビル（サッスーンハウス）の隣に建てる建物が我がビルの屋根より高くなることは許さない」と主張した。共同租界工部局は「中国は建築設計の能力に乏しく、34階建てのビルを建てることは租界の周りのビルを害する」ことを理由として建築許可を拒んだ。最終的に中国銀行は半分程度に切り取られ、サッスーンハウスよりも高さが1フィート小さくなった。
銀行側が外灘に譲歩してでも事務所をほしがった理由は、張嘉璈によると、当時の取締役は「中国銀行は苦しみを甘受して反映した。」と考えており、「これまでに、インフラは改革されており、外灘の他のヨーロッパやアメリカの銀行と競争できるくらい強いと言うことを象徴するために、現代性、健全性、国際的信用を象徴する新しい建物が必要だった。」からだとされている。
1934年9月、中国銀行はビルの建設に対処するために特別運営委員会を設立した。これに海外事務所の本拠地と、上海支店の運営者である貝祖詒が議長に選ばれた。デザインの草案はパーマー＆ターナー、陸謙受、中国銀行建築主任が共同で用意した。地域の会社である、陶記営造廠建築会社が入札を勝ち取り、18ヶ月の工事予算として181万3千元の費用を求めた。
1935年、中華民国政府は中央銀行、中国銀行、交通銀行の再編を始めた。中国銀行は株式の80%を公衆が保有していたが、これは様々な勢力の略奪者の狙いとなった。中国銀行は1500万元分の政府の保有する株の追加を強要され、中国銀行は総資本は4000万元となり、半分を公衆が保有し、半分を政府が保有するようになった。このため、銀行の制御は政府機関の手に落ち、宋子文が中国銀行の議長になった。
1936年10月10日、宋子文は外灘23号で、新しい中銀ビルの基礎工事祝賀会の議長を務めた。このビルは1937年に骨組みが完成した。しかし、この後すぐ、第二次上海事変が勃発し、上海も日中戦争の戦場となった。このため、工事の完成は延期されることになった。1941年、このビルは南京国民政府の公営銀行として使われるようになった。
日本が敗戦すると、中央銀行にビルは引き渡された。幾らかの交渉の後、中国銀行は1946年の正月に初めて入店した。建築から10年後であった。

## 建築様式

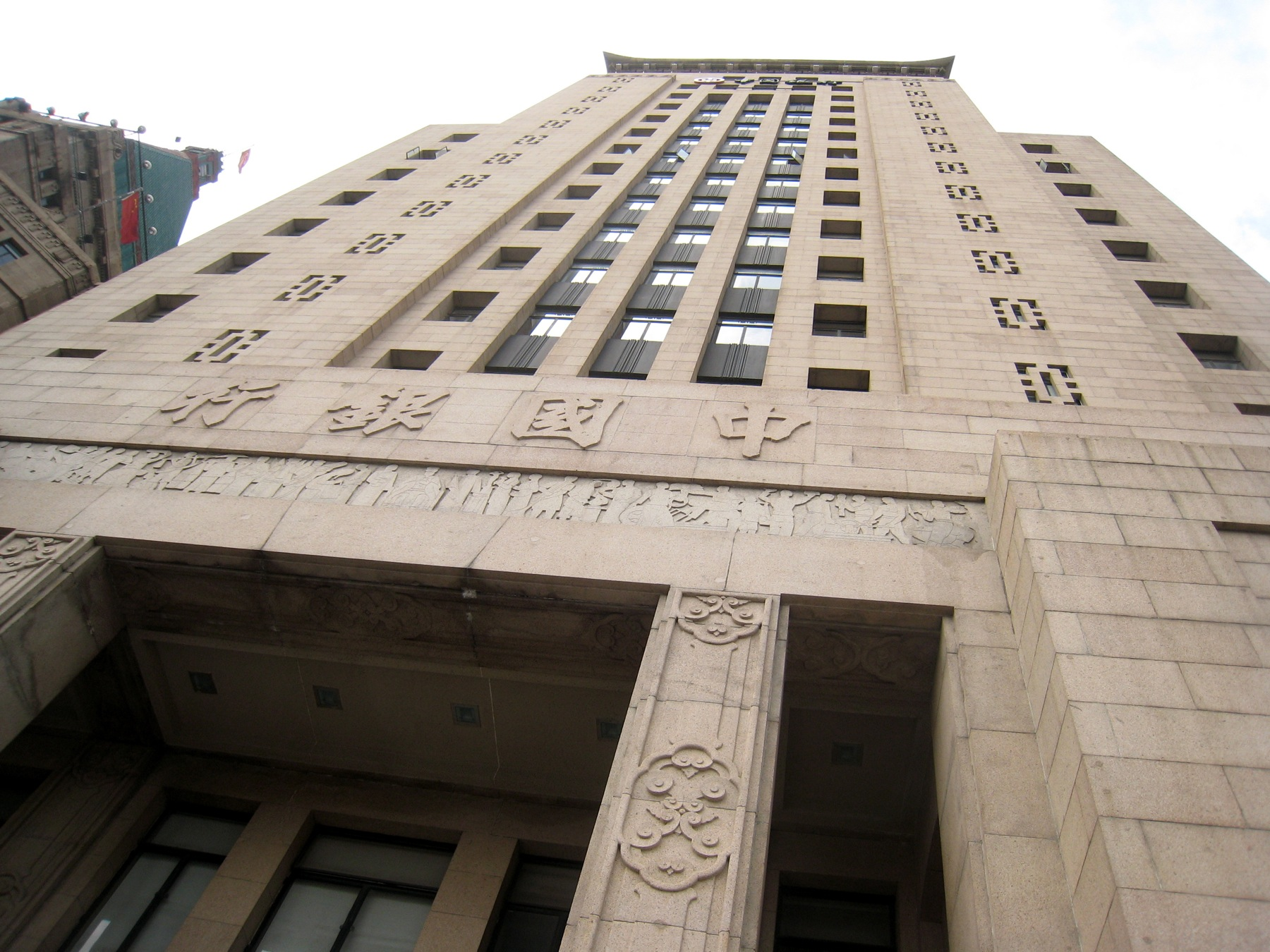
真下から

中国銀行ビルは全床面積が5万m2であり、2棟構造になっている。バンド側に面した東塔がメインビルであり、地階も入れると17階建てになっている。奥にある西塔は別館であり、4階建てである。全体的な外観は伝統的中国様式であり、滑らかな金山石で覆われている。屋根はピラミッド型になっている。腕木の一部はアーチ型になっている。壮大な建築に平穏と平和の空気を与え、「長命」の為に中国語が刻まれている。伝統的な装飾は花模様と窓硝子の枠にも見られる。

## 影響
上海共同租界の外灘において、中国銀行ビルは中国の銀行が中国人労働者に建設され、中国人が団結した西洋建築様式であり、上海のビル群における外国人の優勢を崩した建物であった。言い換えれば、中国銀行が中国国内の列強資本の銀行との競争を行う決断を再び示したものである。
1936年10月10日、は中華民国25周年の国慶日であり、上海タイムズは外灘23号で執り行われた中国銀行ビル基礎工事祝賀会の詳細報告を行った。その内容を下記する。

## その後
中国銀行は悲願の中国銀行ビル入りを果たしたが、これは長くは続かなかった。1949年、中国共産党上海占領がおこり、中国銀行はこのビルを捨て、台湾へと渡っていった。現在では交通銀行と合併を行い兆豊国際商業銀行として営業している。
一方、中国共産党政府は中国銀行の接収を宣言し、このビルに国営外為銀行として「中国銀行」を設置した。現在でもこの共産党に作られた中国銀行がこのビルを使っている。